# Cyperus kipasensis
Cyperus kipasensis är en halvgräsart som beskrevs av Henri Chermezon. Cyperus kipasensis ingår i släktet papyrusar, och familjen halvgräs. Inga underarter finns listade i Catalogue of Life.